# Пума (Палермо)
Пума (итал. Puma) је насеље у Италији у округу Палермо, региону Сицилија.
Према процени из 2011. у насељу је живело 6 становника. Насеље се налази на надморској висини од 76 м.